# Ŭisang
Ŭisang (kor. 의상; ur. 625, zm. 702) – koreański buddysta, który w wielkiej mierze ukształtował buddyzm w Korei i wpłynął na cały jego późniejszy rozwój. Założyciel szkoły hwaŏm. Jeden z trzech (obok Chajanga i Wŏnhyo) wielkich mnichów koreańskich państwa Silli

## Życiorys
O jego rodzinie wiadomo niewiele; była to rodzina arystokratyczna (królewska). Ojciec nazywał się Kim Hansin.
Ŭisang został mnichem w klasztorze Hwangbok. W wieku 26 lat udał się studiować do Chin razem z późniejszym mnichem Wŏnhyo. Podczas pierwszej próby przedostania się do Chin zostali aresztowani pod zarzutem szpiegostwa i osadzeni na kilka miesięcy w więzieniu. Po zwolnieniu postanowili udać się do Chin powtórnie, tym razem drogą morską. Zatrzymali się nocy w Liaodongcheng, gdzie Wŏnhyo osiągnął oświecenie i powrócił do domu.
Ŭisang jednak postanowił dotrzeć do Chin, w których znalazł się w 661 r. Dotarł do Dengzhou na wybrzeżu, a następnie przybył do klasztoru Zhixiang na górze Zhongnan. W klasztorze tym spotkał wielkiego mnicha buddyjskiego Yunhua Zhiyana (智儼), ucznia Dixina Dushuna. Został jego uczniem i studiował stosunkowo niedawno wprowadzoną Sutrę girlandową przez 10 (lub 7) lat. Innym uczniem Zhiyana był Fazang. Ŭisang i Fazang zaprzyjaźnili się i prowadzili ze sobą korespondencję, gdy Koreańczyk powrócił do Silli.
Stworzył wówczas uproszczenie tej olbrzymiej sutry w postaci "Diagramu o Rzeczywistości Świata jako Jednego Pojazdu Sutry Girlandowej" (kor. Hwaŏm ilsŭng pŏpkyedo 華嚴一乘法界圖). Diagram ten był kwadratem i składał się z siedmiu słów, trzydziestu fraz i 210 znaków. Rozpoczynał się od słowa pŏp (Dharma) i meandrując poprzez resztę słów, znaków i fraz dochodziło się po 54 zwrotach do słowa pul (Budda), znajdującego się mniej więcej w środku kwadratu.
Gdy Ŭisang zobaczył, że Chiny szykują się do napaści na Sillę, powrócił w 670 r. do kraju, aby przekazać ważne informacje. Król Munmu aby zabezpieczyć się przed tym atakiem wybudował klasztor Sach'ŏnwang.
Ŭisang zaczął wprowadzać nauki hwaŏm (chiń. huayan). Wybudował 10 klasztorów, w których nauczano idei wyrażonych w Sutrze Awatamsace. Między innymi były to: Pŏpju sa, Hwaŏm sa, Haein sa, Pŏmŏ sa, Naksan sa i Pusŏk sa.
Przez wiele lat przebywał w klasztorze Pusŏk (wybudowanym w 676 r.) na górze Taebaek w Yŏngju. Otrzymał tytuł Kuksa – Narodowego nauczyciela.

### Uczniowie
Miał około 3000 uczniów, spośród których najlepsi nazywani byli 10 wielkimi mistrzami. Byli to: Ojin, Chit'ong, Pyohun, Chinjang, Toyung, Yangdo, Sangwŏn, Nŭngin, Yangwŏn i Ŭijŏk. Z tych dziesięciu najlepsi nazywani byli Czterema Bohaterami. Byli to Sangwŏn, P'yohun, Chinjŏng i Yangwŏn. Jednak jego najbardziej znanymi uczniami byli:
- Kyŏngdŭng – autor Hwaŏm milsŭngsŏng pulmyo ŭi (Tajemnicze znaczenie bycia buddą Jednego Pojazdu "Sutry Awatamsaki") i Taesŭng kisillondong iyakjip (Krótki zbiór podobieństw i różnic w Traktacie o przebudzeniu wiary w mahajanie")
- Myŏnghyo – autor Hae insammaeron (Traktat o Samadhi Pieczęci Oceanu)
- Pyowŏn – autor Hwaŏmkyŏng munŭi yogyŏl mundap (Zasadnicze pytania i odpowiedzi dotyczące zrozumienia "Sutry Awatamsaki")

Jego uczniowie, jak np. Chinjŏng, P'yohun i Sŭngjŏn bardzo aktywnie propagowali nauki hwaŏm. Sŭngjŏn udał się do Chin i został także uczniem Fazanga. Do Silli powrócił w 692 r.

## Nauki
Ŭisang – jako założyciel szkoły hwaŏm – pozostawił bardziej wyraźny wpływ na historię Korei niż Chajang i Wŏnhyo. Jego szkoła szybko stała się najważniejszą tradycją szkół doktrynalnych i jako jedyna przez długi czas potrafiła walczyć o przodownictwo ze szkołą sŏn (chiń. chan). Pozostawił swoim następcom bardzo mocne podstawy naukowe, na których mogli się oni oprzeć i je także twórczo rozwijać.
Tak jak jego przyjaciel Wŏnhyo, Ŭisang także interesował się problemem jedności buddyzmu. Podszedł jednak do tego zupełnie inaczej. Według niego rozwiązaniem problemu były nauki o Jednym Pojeździe (skt ekayāna). Dla niego Sutra Hwaŏm była szczytem nauk o Jednym Pojeździe.
Chociaż głównym buddą szkoły hwaŏm jest Wajroczana, to Ŭisang wybrał za swojego pierwotnego nauczyciela Awalokiteśwarę.
Sam napisał na ten temat tak:
"Chociaż w Avatamsaka Sūtra centralnym buddą jest Wairoczana, ja będę wybierał Awalokiteśwarę jako mojego głównego nauczyciela przy każdym odrodzeniu".
W 677 r. Ŭisang wzniósł klasztor Pusŏ w Yŏngju, który wyrażał jego zdaniem połączenie nauk Sutry Hwaŏm z wiarą w Czystą Krainę Amitabhy.
Jego najważniejszym tekstem jest najpewniej właśnie diagram Hwaŏm ilsŭng pŏpkyedo, który podsumowuje doktrynę Samadhi Pieczęci Oceanu (skt sāgaramudrāsamādhi). Utożsamia on w nim alajawidżnianę z tathagatagarbhą. Ten diagram jest bramą otwierającą i zamykającą zrozumienie myśli hwaŏm.

## Spuścizna literacka
Teksty znajdujące się w kanonie buddyjskim. T – numer katalogowy tekstu w Taishō shinshū daizōkyō, Tokio 1924-1934; H – Han'guk pulgyo chŏnsŏ;
- Hwaŏm ilsŭng pŏpkyedo (1 tom) (Symboliczne przedstawienie Jednego Pojazdu Dharmadhātu) T 1887; H 2
- Simmungan kwanbŏp (1 tom) (10 rodzajów kontemplacji i obserwacji)
- Ipbŏp kyep'um ch'ogi (1 tom) (Wybrane zapiski z rozdziału o Wejściu do Krainy Dharmy)
- So amit'a ŭigi (1 tom) (Obszerne fragmenty Mniejszej Sutry Amitabhy)
- Paekhwa toryang parwŏnmun (1 tom) (Ślubowanie podczas Seminarium Białego Lotosu) H 2
- Ilsŭng parwŏnmun (1 tom) (Ślubowanie Jednego Pojazdu)